# انفجار ژانویه ۲۰۱۸ بغداد
انفجارات ژانویه ۲۰۱۸ بغداد دو انتحاری خود را در میدان الطیران بغداد منفجر کردند که دسته کم به زندگی ۳۵ تن پایان داد و ۱۰۵ تن دیگر را نیز زخمی کرد.